# Hans von Aachen
Hans von Aachen (n. 1552, Köln - d. 4 martie 1615, Praga) a fost un pictor german. Alături de Bartholomeus Spranger este considerat drept cel mai important reprezentant al manierismului curtean în pictură.

## Biografie
Din 1568 se formează într‑un atelier din orașul său natal, fiind înrâurit de pictura romaniștilor din Țările de Jos. Între anii 1574 și 1588 îl găsim în Italia (îndeosebi la Veneția, Roma și Florența), studiind cu precădere creația lui Tintoretto, Michelangelo și Correggio. În 1588 devine pictorul Curții din München, iar începând din 1606 este numit artist aulic pe lângă Curtea de la Praga a împăratului Rudolf al II‑lea. Pictează compoziții mitologice, alegorice (Triumful Adevărului sub ocrotirea Justiției, 1598, München, Alte Pinakothek), biblice, scene de gen, portrete. Alături de Bartholomeus Spranger este considerat drept cel mai important reprezentant al manierismului curtean în pictură. Alte lucrări importante: Răstignirea lui Cristos, Învierea lui Lazăr, Portretul unui primar (Köln), Închinarea păstorilor, Ceres și Bachus, Pereche distrându-se (Viena).

## Galerie imagini

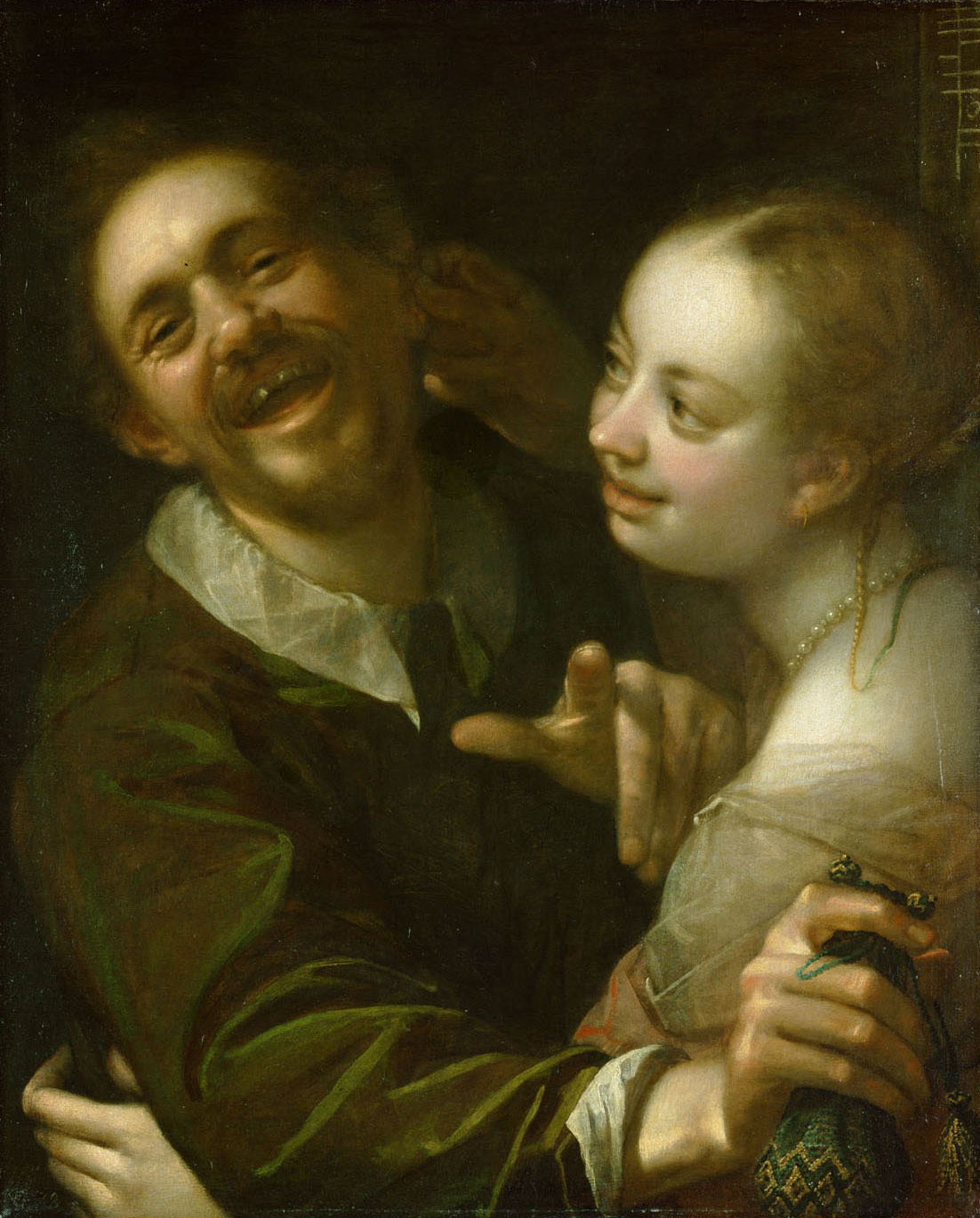
„Zbenguiala”, 1596
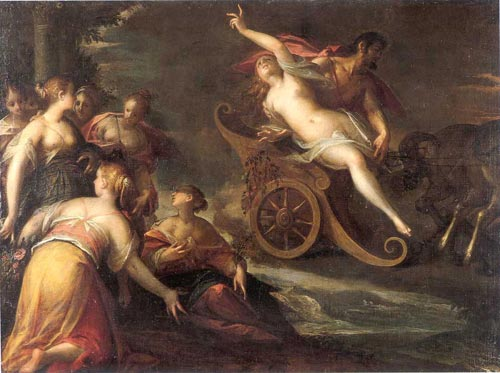
„Violul Proserpinei”, 1587
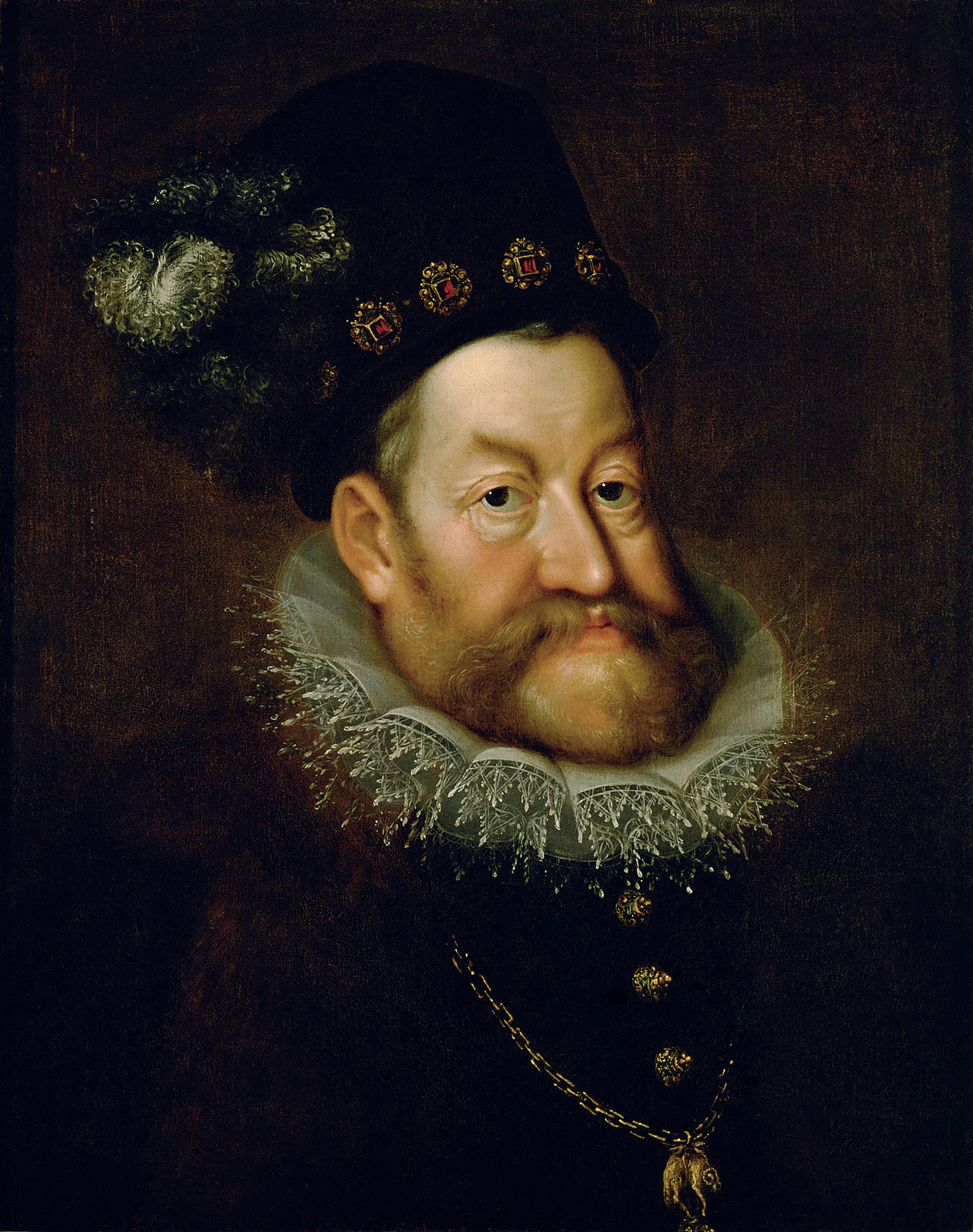
Portretul împăratului Rudolf al II-lea (1552-1612)
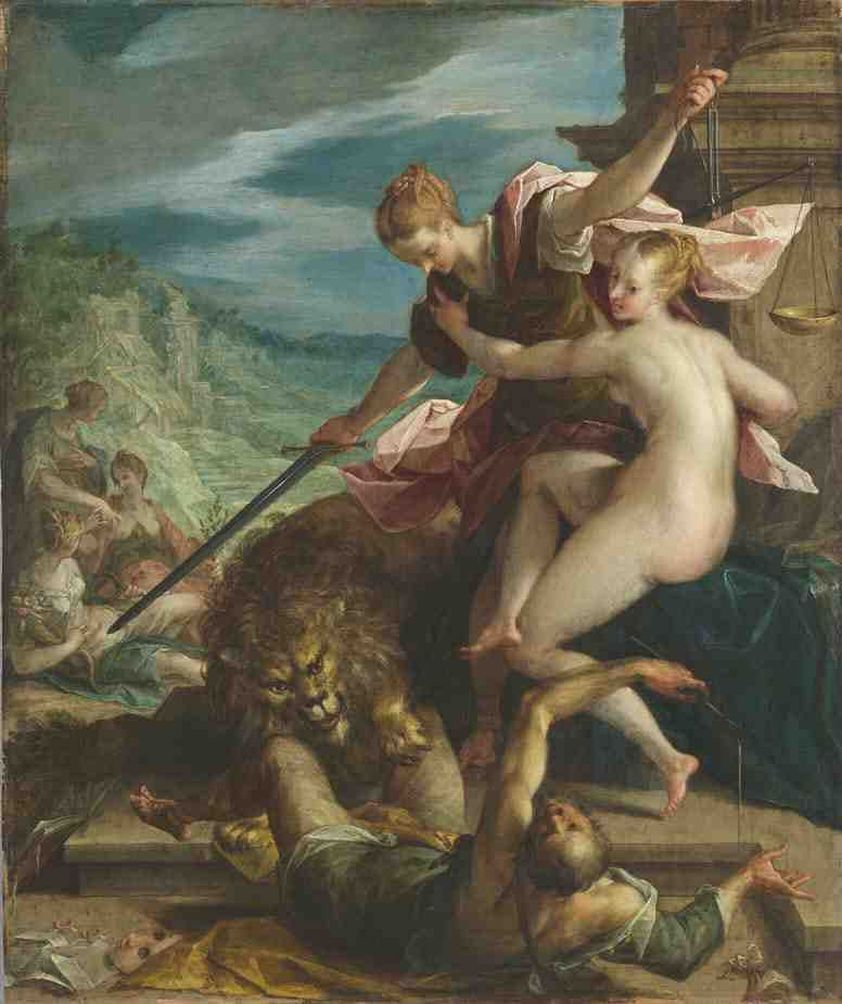
„Triumful Adevărului sub ocrotirea Justiției”, 1598
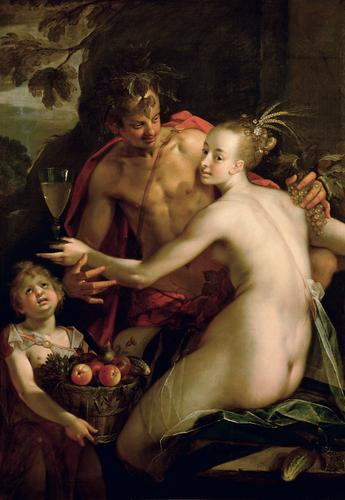
„Bacchus, Ceres şi Cupidon”, 1600
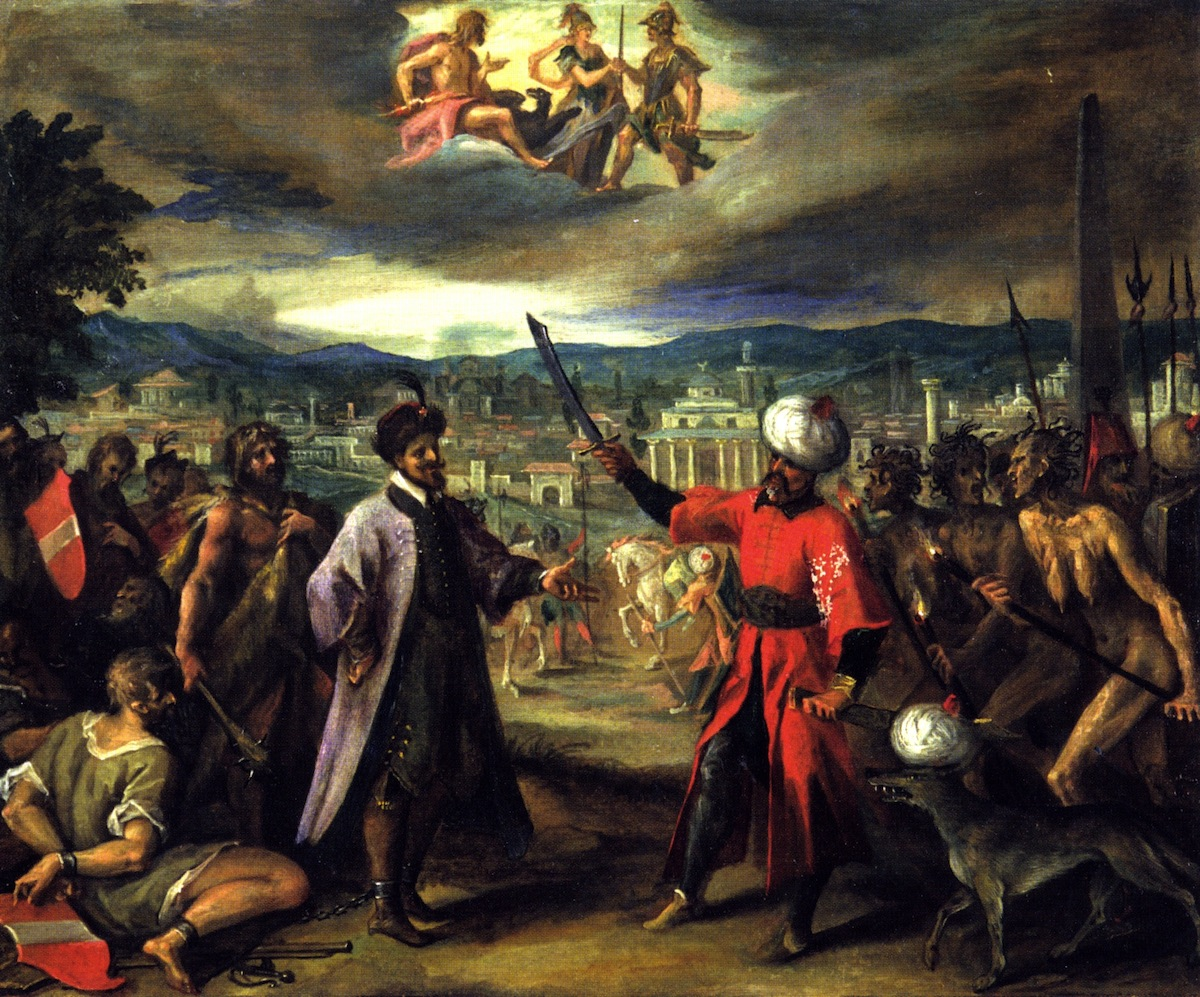
„Alegorie în miezul războiului” (războaiele cu turcii otomani), secolul al XVII-lea